# Bazarbiek Donbaj
Bazarbiek Orynbajuły Donbaj (kaz. Базарбек Орынбайулы Донбай, trl. Bazarbek Orynbajuly Donbaj; ur. 11 czerwca 1979) – kazachski judoka. Dwukrotny olimpijczyk. Zajął piąte miejsce w Sydney 2000 i odpadł w eliminacjach w Atenach 2004. Walczył w wadze ekstralekkiej.
Uczestnik mistrzostw świata w 2001 i 2003. Startował w Pucharze Świata w latach 2000-2002 i 2006. Srebrny medalista igrzysk azjatyckich w 2002. Mistrz Azji w 2004 i trzeci w 2007. Brązowy medalista igrzysk Azji Wschodniej w 2001 roku.

## Letnie Igrzyska Olimpijskie 2000
| Konkurencja | Eliminacje                | Eliminacje          | Eliminacje            | Repasaże                 | Repasaże                | Finały                | Klas. końcowa |
| Konkurencja | Przeciwnik I              | Przeciwnik II       | 1/4                   | Przeciwnik I             | Przeciwnik II           | o 3. miejsce          | Miejsce       |
| ----------- | ------------------------- | ------------------- | --------------------- | ------------------------ | ----------------------- | --------------------- | ------------- |
| 60 kg       | Oliver Gussenberg (GER) Z | Óscar Peñas (ESP) Z | Jung Bu-kyung (KOR) P | Nestor Chergiani (GEO) Z | Elçin İsmayılov (AZE) Z | Manolo Poulot (CUB) P | 5.            |

## Letnie Igrzyska Olimpijskie 2004
| Konkurencja | Eliminacje          | Eliminacje               | Repasaże              | Klas. końcowa |
| Konkurencja | Przeciwnik I        | Przeciwnik II            | Przeciwnik I          | Miejsce       |
| ----------- | ------------------- | ------------------------ | --------------------- | ------------- |
| 60 kg       | Umar Rabahi (ALG) Z | Nestor Chergiani (GEO) P | Kenji Uematsu (ESP) P | III runda.    |